# Luxilus chrysocephalus
Luxilus chrysocephalus је риба која припада породици Cyprinidae. Сребрне је боје, а на кожи садржи три до четири пруге и тамну мрљу са стране, док су поре на њушци понекад црне боје. Пераја су млечне боје, док помоћна пераја могу бити са црним или сивим мрљама. Мужјаци могу имати ружичасте љушке са деловима црвене или ружичасте боје на остатку тела. Ова врста има велика уста и може досећи до девет цм у дужину.

## Опис
Luxilus chrysocephalus имају врло разнолику исхрану, углавном се хране инсектима, воденим цветовима, правим вилиним коњицима, туларашима, тврдокрилцима, као и алгама. Хране се континуирано током дана, али нешто више ноћу. Luxilus chrysocephalus може се наћи у средњим и горњим пределима потока и река, као и у чистим и мутним потоцима. Настањују заливске обале од Тексаса и Алабаме, све до Тенесија. Такође, настањују Велика језера, око Њујорка и Висконсина.
Сезона парења траје од марта до јула, али се може продужити и до октобра. За то време мужјак и женка мењају боју из сребрне у златну, а сва пераја у наранџасту, изузев репа. Рађају се у плитким водама преко шљунковитих потока са удубљењима и на гнездима других риба. Мужјаци праве депресије гурајући шљунак главом. Мужјаци су агресивни према другим мужјаци и могу их угристи или напасти, пливају доле и нагињу се у страну, док женке пливају уздуж.
Luxilus је изведен из речи lux што значи „светло”, illus значи мало, док chrysocephalus на латинском језику значи „златна глава”